# Udea accolalis
Udea accolalis is een vlinder uit de familie van de grasmotten (Crambidae), uit de onderfamilie van de Spilomelinae. De wetenschappelijke naam van deze soort is voor het eerst voorgesteld als Botys accolalis door Philipp Christoph Zeller in een publicatie uit 1867.
De soort komt voor in een groot deel van Europa waaronder Zweden, Finland, Denemarken, Duitsland, Polen, Tsjechië, Slowakije, Estland, Letland, Litouwen, Wit-Rusland, Oekraïne, Rusland, Georgië, Frankrijk, Zwitserland, Liechtenstein, Italië, Oostenrijk, Slovenië, Kroatië, Hongarije en Roemenië.